# Strömsvattnet
Strömsvattnet är en långsmal slättsjö i Skee socken i Strömstads kommun i Bohuslän och ingår i Strömsåns huvudavrinningsområde. Sjön är 11 meter djup, har en yta på 1,87 kvadratkilometer och befinner sig 1,2 meter över havet. Sjön avvattnas av vattendraget Strömsån till Skagerrak.
Sjön ingår i ett naturreservat med samma namn som omfattar ett smalt område med strandängar med betesdjur mellan E6 och vassrika stränder av sjön öster om Strömstad. Det bildades 1972 och är ca 196 hektar stort. Området är klassat som ett Natura 2000-område och har ett varierat fågelliv med bland annat gräsand, rödbena, rörhöna, skäggdopping, sothöna och vattenrall.

## Delavrinningsområde
Strömsvattnet ingår i delavrinningsområde (654334-123582) som SMHI kallar för Rinner mot Strömstadsfjorden. Medelhöjden är 28 meter över havet och ytan är 10,16 kvadratkilometer. Det finns inga avrinningsområden uppströms utan avrinningsområdet är högsta punkten. Avrinningsområdets utflöde mynnar i havet, utan att ha någon enskild mynningsplats. Avrinningsområdet består mestadels av skog (63 %) och öppen mark (22 %). Bebyggelsen i området täcker en yta av 0,93 kvadratkilometer eller 9 % av avrinningsområdet.